# Alstonia curtisii
Alstonia curtisii är en oleanderväxtart som beskrevs av George King och Gamble. Alstonia curtisii ingår i släktet Alstonia och familjen oleanderväxter. Inga underarter finns listade i Catalogue of Life.